# Broussonetia rupicola
Broussonetia rupicola là một loài thực vật có hoa trong họ Moraceae. Loài này được F.T.Wang & Tang mô tả khoa học đầu tiên năm 1951.